# 娜希德·基亚尼
娜希德·基亚尼（波斯語：‎，1998年8月1日—），伊朗女子跆拳道运动员，2018年亚洲运动会女子49公斤级铜牌得主、2023年世界跆拳道锦标赛女子53公斤级金牌得主。